# 천체의 메소드
《천체의 메소드》( 天体のメソッド )는 Studio 3Hz가 제작하고, 사코이 마사유키가 감독을 맡은 일본의 애니메이션이다. 히사야 나오키가 원작을 구성하고, 각본을 맡았다. 캐릭터 원안은 2인조 QP:flapper가 맡았다. 2014년 10월부터 12월까지 방영되었다.

## 줄거리
코미야 노노카는 한때 키리야코에 살고 있는 소녀다. 키리야코는 홋카이도에 있는 가공의 호수 키리야호의 호반의 도시라는 설정이다. 그 곳에서 그녀는 푸른색 머리카락을 가진 노엘이라는 소녀를 만난다. 7년 뒤, 노노카는 그 도시로 돌아오는데, 신비한 접시가 떠돌아다니고 있었다. 그리고 노엘과 다시 만나게 되고, 노엘이 소원을 이루어주겠다고 말한다.

## 등장인물
코미야 노노카(古宮 乃々香)
성우 - 나츠카와 시이나(夏川 椎菜)
중학교 3학년. 도쿄에서 '원반의 마을'에 이사 온다.
미즈사카 유즈키(水坂 柚季)
성우 - 토요사키 아키
중학교 3학년. '원반의 마을'에 산다. 혼자서 마을에서 원반을 쫓아내려고 한다.
미즈사카 소타(水坂 湊太)
성우 - 이시카와 카이토(石川 界人)
유즈키의 쌍둥이 오빠. 유즈키와는 견원지간.
시이하라 코하루(椎原 こはる)
성우 - 요시무라 하루카(佳村 はるか)
중학교 3학년. '원반의 마을'의 토산물점의 딸. 유즈키, 소타 쌍둥이 남매와 소꿉친구.
토가와 시오네(戸川 汐音)
성우 - 코마츠 미카코(小松 未可子)
중학교 3학년. 유즈키와 코하루와 같은 반 친구. 다른 마을에서 혼자서 산다.
노엘(ノエル)
성우 - 미나세 이노리(水瀬 いのり)
연령 미상. 겉보기는 초등학교 저학년 정도. 불가사의한 소녀.

## 애니메이션

### 제작진
- 감독 - 사코이 마사유키(迫井 政行)[2]
- 애니메이션 제작 - Studio 3 Hz[2]
- 프로듀스 - 인피니트(インフィニット)[2]
- 원안, 각본 - 히사야 나오키[2]
- 캐릭터 원안 - QP:flapper[2]
- 캐릭터 디자인, 총작화 감독 - 아키야 유키에(秋谷 有紀恵)[2]
- 미술 감독 - 伊藤 弘 (KUSANAGI)[2]
- 미술 설정 - 金平 和茂 (KUSANAGI)[2]
- 색채 설계 - 加藤 里恵[2]
- 촬영 감독 - 出水田 和人 (T2 STUDIO)[2]
- 편집 - 定松 剛 (새틀라이트(サテライト))[2]
- 음향 감독 - 아케타가와 진(明田川 仁)[2]
- 小道具 - 후루사와 유키코(古澤 祐紀子)[2]
- 大道具 - 리파(りぱ)[2]

### 음악
- 음악 제작 - 란티스(ランティス)[1]
- 이미지 곡 - 'North method' Larval Stage Planning[1]
- 오프닝 주제가 - 'Stargazer' Larval Stage Planning[1]
- 엔딩 주제가 - '星屑のインターリュード(호시쿠즈노 인터루드)' fhána[1]
  - 7화 엔딩 주제가 -'ホシノカケラ'(호시노카게라) fhána

## 만화
동명의 애니메이션을 기반으로 히사야 나오키가 쓰고 나미사키 유카가 그림을 그린 만화책이 2014년 8월 27일부터 아스키 미디어 웍스의 월간 코믹 전격 대왕 2014년 10월호부터 연재를 시작했다. 단행본 제 1권은 2014년 10월 27일에 발매되었다.